# Алессандро Скарлатті
Алесса́ндро Скарла́тті (італ. Alessandro Scarlatti; нар. 2 травня 1660, Палермо, Італія — пом. 24 жовтня 1725, Неаполь) — італійський композитор, родоначальник неаполітанської оперної школи; батько композитора Доменіко Скарлатті.

## Біографія
Алессандро Скарлатті народився в Палермо, на Сицилії, музичну освіту отримав у Римі у Джакомо Каріссімі. У 1679 році в Римі була поставлена його перша опера — Gli Equivoci nell'amore. З 1684 року і до самої смерті, з перервою у 1702—1708 роках Алессандро Скарлатті — палацовий капельмейстер у Неаполі.
Скарлатті був надзвичайно плідним композитором: він написав понад сто опер, близько 200 мес й 500 кантат, 7 ораторій, безліч мотетів, псалмів і духовних концертів. Деякі його духовні твори, як, наприклад, «Miserere» і фуга на два хори «Tu es Petrus», написані для папської капели, виконуються дотепер. Скарлатті вважають засновником форми італійської увертюри: allegro, andante, allegro, а також створення трьохчастинної арії. Серед найкращих опер зрілого періоду: «La Rosaura» (1690) і «Pirro e Demetrio» (1694).
Також Скарлатті прославився як віртуоз гри на арфі й клавірі та як співак. З його музикознавчих праць відома брошура «Discorso di musica» 1717 року. Алессандро Скарлатті успішно займався викладацькою діяльністю, серед його учнів — Франческо Дуранте, Л. Лео, Н. Логрошино, Г. Греко та інші, а також його син Доменіко. Його творчість вплинула на багатьох композиторів, серед яких П'єтро Доменіко Парадізі.